# Nebojša Popović
Nebojša Popović (en serbio Небојша Поповић, (nacido el 8 de febrero de 1923 en Vojvodina, Serbia; fallecido el 20 de octubre de 2001 en Belgrado, Serbia) fue un jugador, entrenador y dirigente de baloncesto que llegó a jugar y a dirigir desde los banquillos primero y posteriormente desde los despachos, en la selección de baloncesto de Yugoslavia.
En 1945 fue cofundador de la sección de baloncesto del Estrella Roja de Belgrado, equipo en el que jugó profesionalmente entre 1945 y 1951. Posteriormente dirigió al equipo masculino de este mismo club desde 1952 a 1955 para luego hacer lo propio con el equipo femenino entre 1946 y 1952 con el que ganó la liga de Yugoslavia 7 veces consecutivas (de 1946 a 1952).
En la temporada 1951-52 militó en las filas del Gallatarese de la liga italiana.
Como jugador de la selección de baloncesto de Yugoslavia participó en la primera edición del Campeonato del Mundo celebrada en Buenos Aires en 1950. Así mismo disputó el Eurobasket de 1947 de Checoslovaquia. Como entrenador dirigió a la selección en el Eurobasket de Moscú 53 y en el Campeonato del Mundo de Brasil 54.
Finalmente en su faceta como dirigente, fue el presidente de la Federación Yugoslaba de Baloncesto entre 1985 y 1987.
En 2007, fue incluido en el salón de la fama de la FIBA por sus méritos como contribuidor.